# Oborín
Oborín (ungarisch Abara) ist eine Gemeinde im Osten der Slowakei mit 687 Einwohnern (Stand 31. Dezember 2024), die zum Okres Michalovce, einem Teil des Košický kraj gehörte und in der traditionellen Landschaft Zemplín liegt.

## Geographie

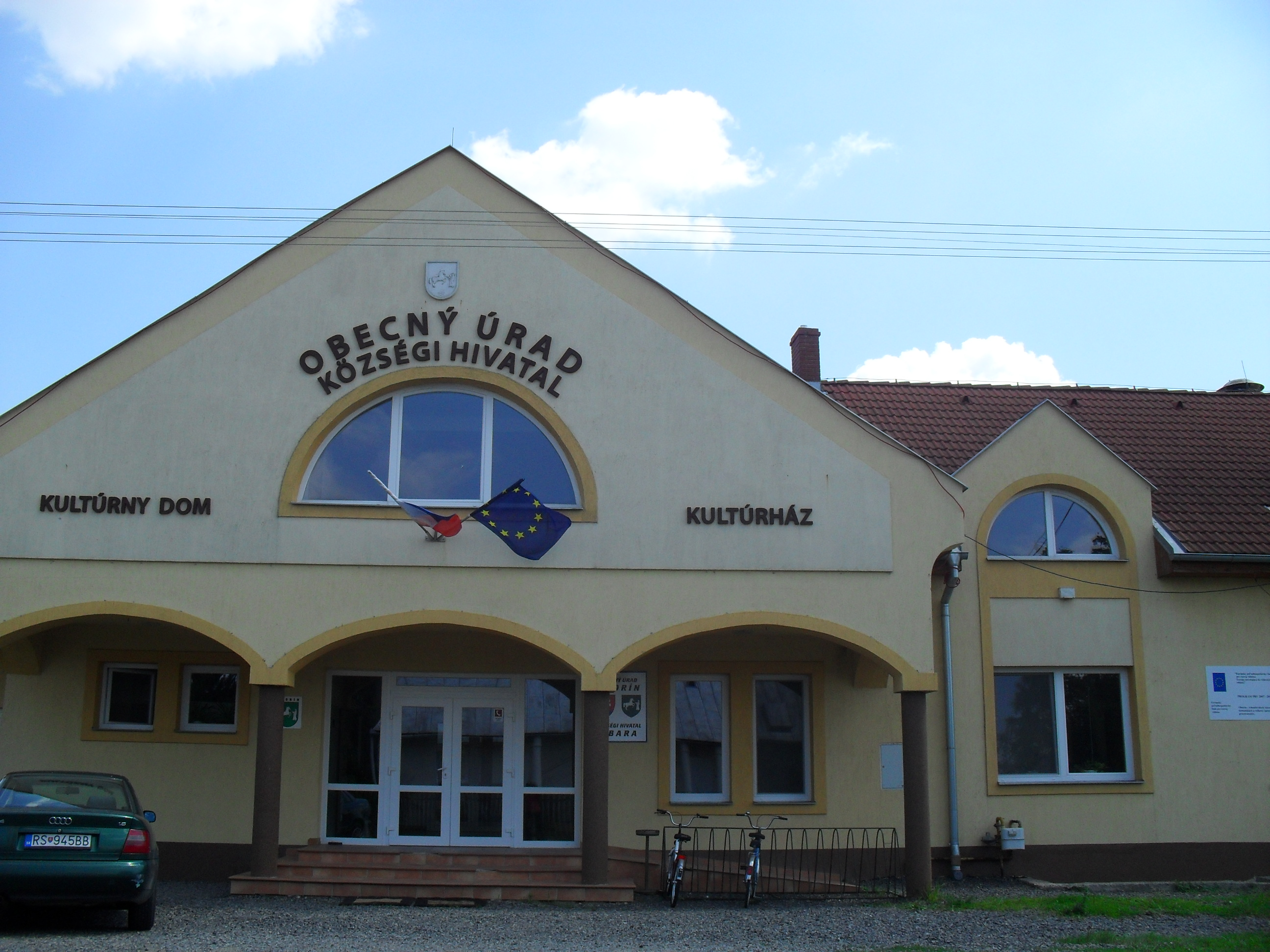
Gemeindeamt von Oborín

Die Gemeinde befindet sich im Ostslowakischen Tiefland auf einer Flurterrasse des Laborec, kurz vor der Einmündung in die Latorica. Die Böden werden zum großen Teil von Aulandschaft und Nasswiesen bedeckt, ein Teil des Gemeindegebiets ist zugleich Teil des Landschaftsschutzgebiets Latorica. Das Ortszentrum liegt auf einer Höhe von 104 m n.m. und ist 25 Kilometer von Trebišov sowie 28 Kilometer von Michalovce entfernt.
Verwaltungstechnisch gliedert sich die Gemeinde in die Gemeindeteile Kucany (1960 eingegliedert, ungarisch Mészpest) und Oborín.

## Geschichte

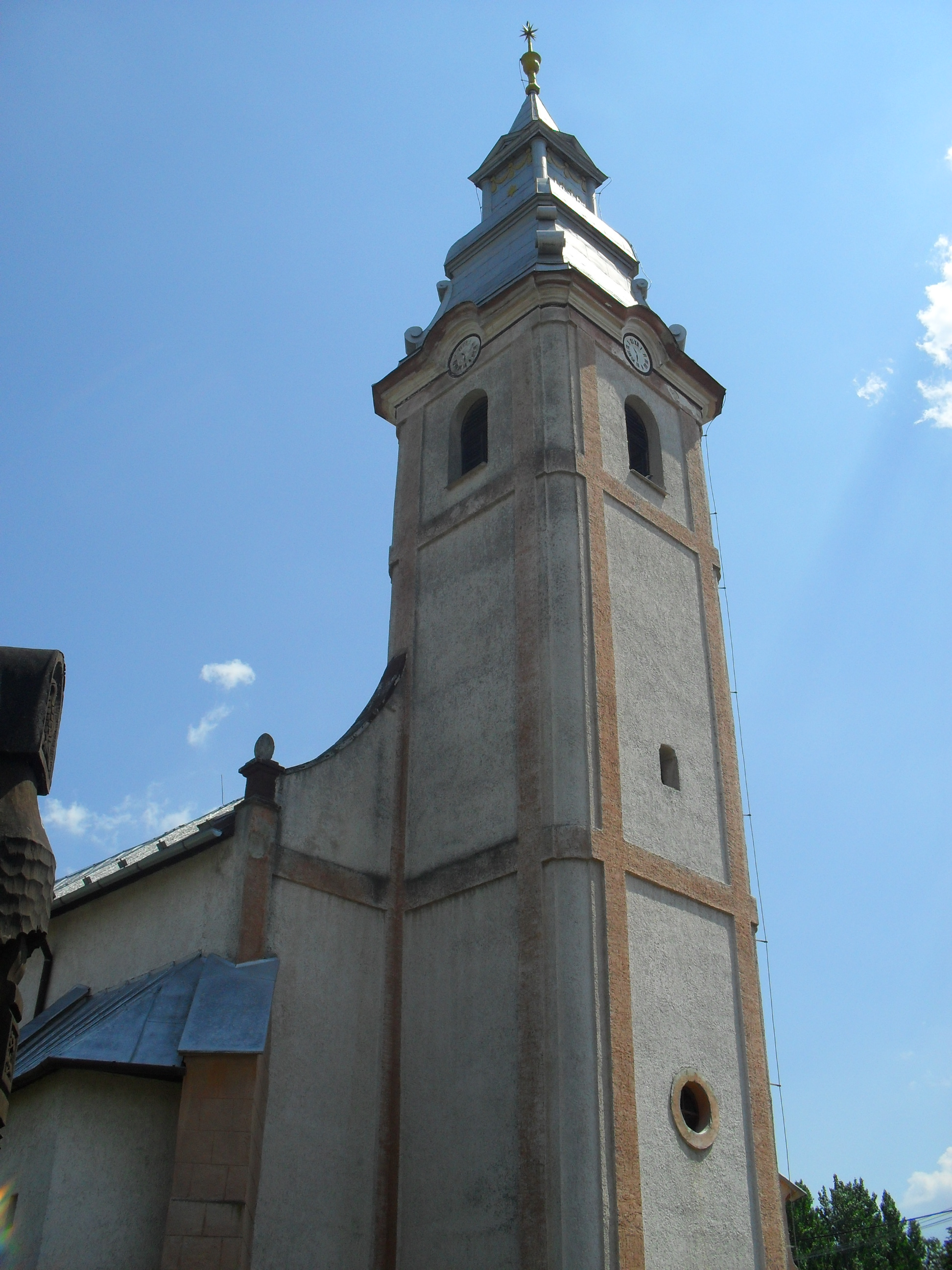
Reformierte Kirche

Oborín wurde zum ersten Mal 1221 als Abara schriftlich erwähnt. Die Besitzer waren örtliche Edelmänner sowie Landadel. Nachdem das Dorf im 14. Jahrhundert menschenleer war, entwickelte es sich im 15. Jahrhundert als Marktflecken. Im Spätmittelalter gab es beim Dorf eine Burg, die als „castrum Abora“ bekannt war. Im Einzelnen ist nichts über diese Burg bekannt, sie wurde aber im 13. Jahrhundert erwähnt und 1471 abgerissen. 1546 sind im Dorf 21 Porta verzeichnet. Wegen zahlreichen Kriegen im 17. Jahrhundert sowie Pestepidemien kam es zu einem Verfall und Umwandlung zum kleinen Dorf.
1828 sind 119 Häuser und 867 Einwohner verzeichnet, die von Landwirtschaft, Töpferei und Weberei lebten.
Bis 1918/1919 gehörte der im Komitat Semplin liegende Ort zum Königreich Ungarn und kam danach zur Tschechoslowakei bzw. heute Slowakei. 1938–45 lag er auf Grund des Ersten Wiener Schiedsspruchs noch einmal in Ungarn.

## Bevölkerung
| Jahr                | 1994 | 2004    | 2014    | 2024    |
| ------------------- | ---- | ------- | ------- | ------- |
| Anzahl der Personen | 657  | 710     | 728     | 687     |
| Unterschied         |      | +8,06 % | +2,53 % | −5,63 % |

| Jahr                | 2023 | 2024    |
| ------------------- | ---- | ------- |
| Anzahl der Personen | 676  | 687     |
| Unterschied         |      | +1,62 % |

Ergebnisse nach der Volkszählung 2001 (700 Einwohner):
| Nach Ethnie: - 69,29 % Magyaren - 28,29 % Slowaken - 1,43 % Roma | Nach Konfession: - 17,57 % römisch-katholisch - 9,86 % griechisch-katholisch - 5,57 % konfessionslos - 3,43 % orthodox - 0,57 % evangelisch |

## Bauwerke
- reformierte Kirche, in der zweiten Hälfte des 15. Jahrhunderts erbaut